# Pingasa holochroa
Pingasa holochroa är en fjärilsart som beskrevs av Louis Beethoven Prout 1916. Pingasa holochroa ingår i släktet Pingasa och familjen mätare. Inga underarter finns listade i Catalogue of Life.